# Marie Simon (Krankenpflegerin)

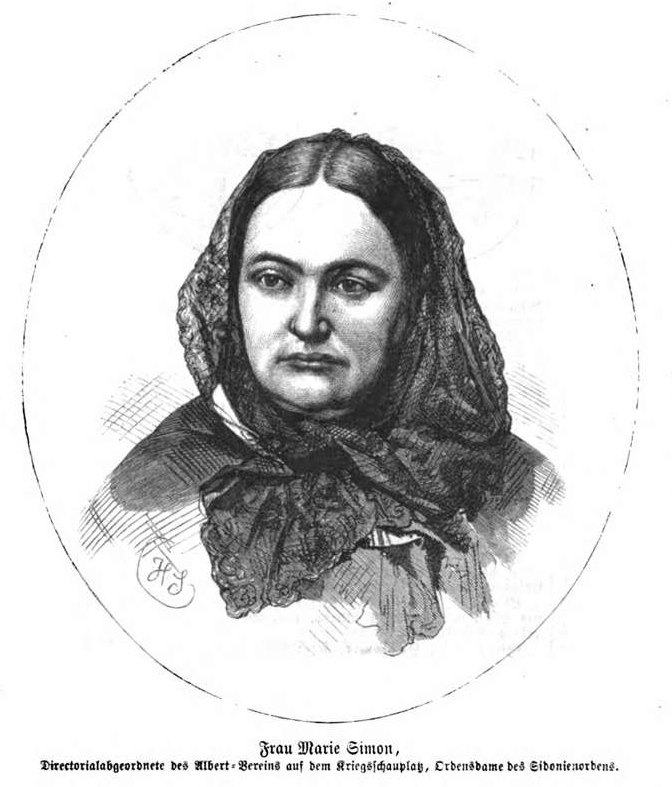
Marie Simon, 1871. Grafik von Hermann Scherenberg.

Marie Salome Simon, obersorbisch Marja Simonowa, geborene Marie Jannasch bzw. obersorbisch Marja Janašec (* 26. August 1824 in Doberschau; † 20. Februar 1877 in Loschwitz) war eine Krankenpflegerin, die sich Verdienste beim Aufbau des Roten Kreuzes im Königreich Sachsen erwarb.

## Leben

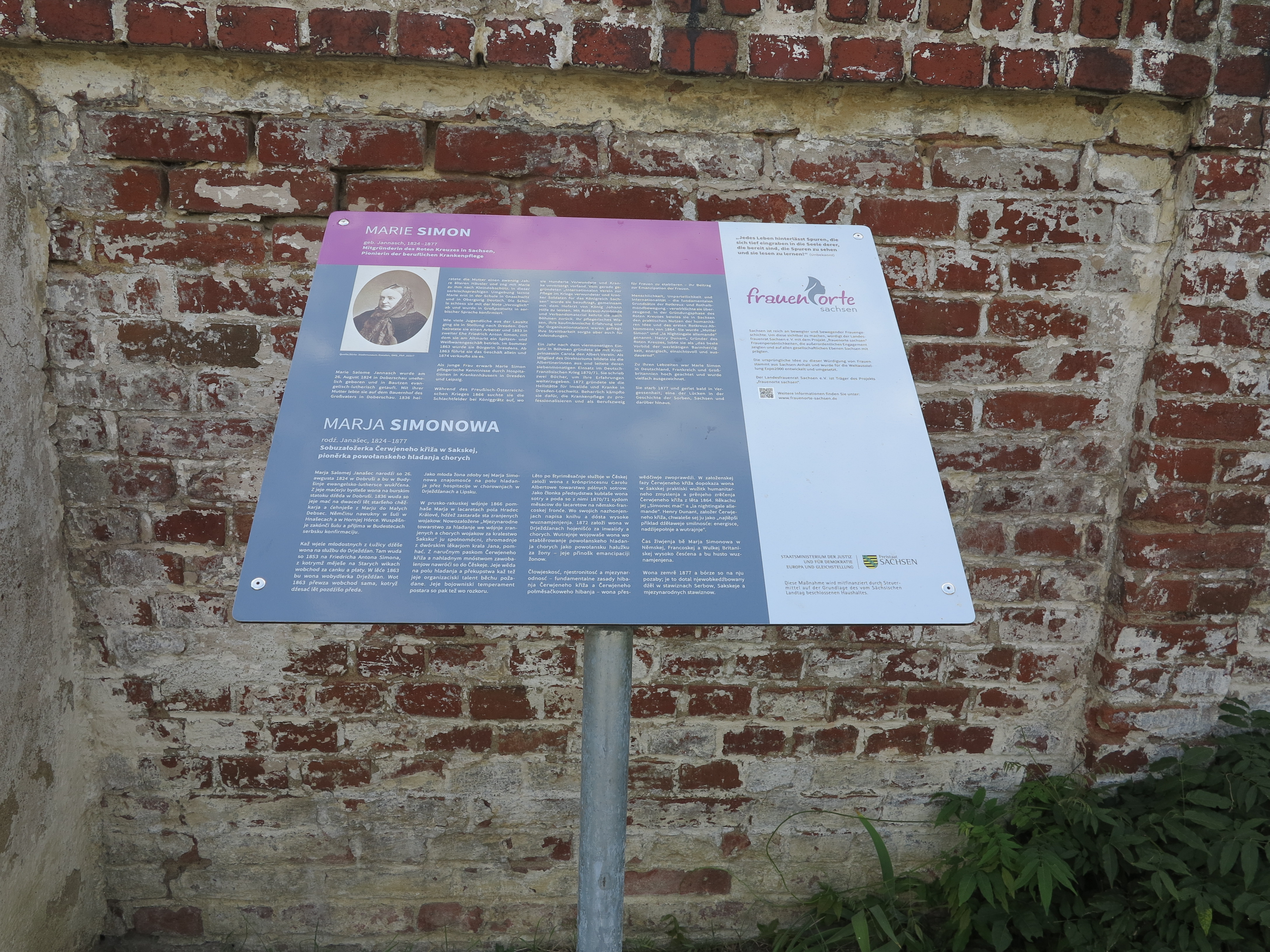
Informationstafel vor ihrem Geburtshaus in Doberschau

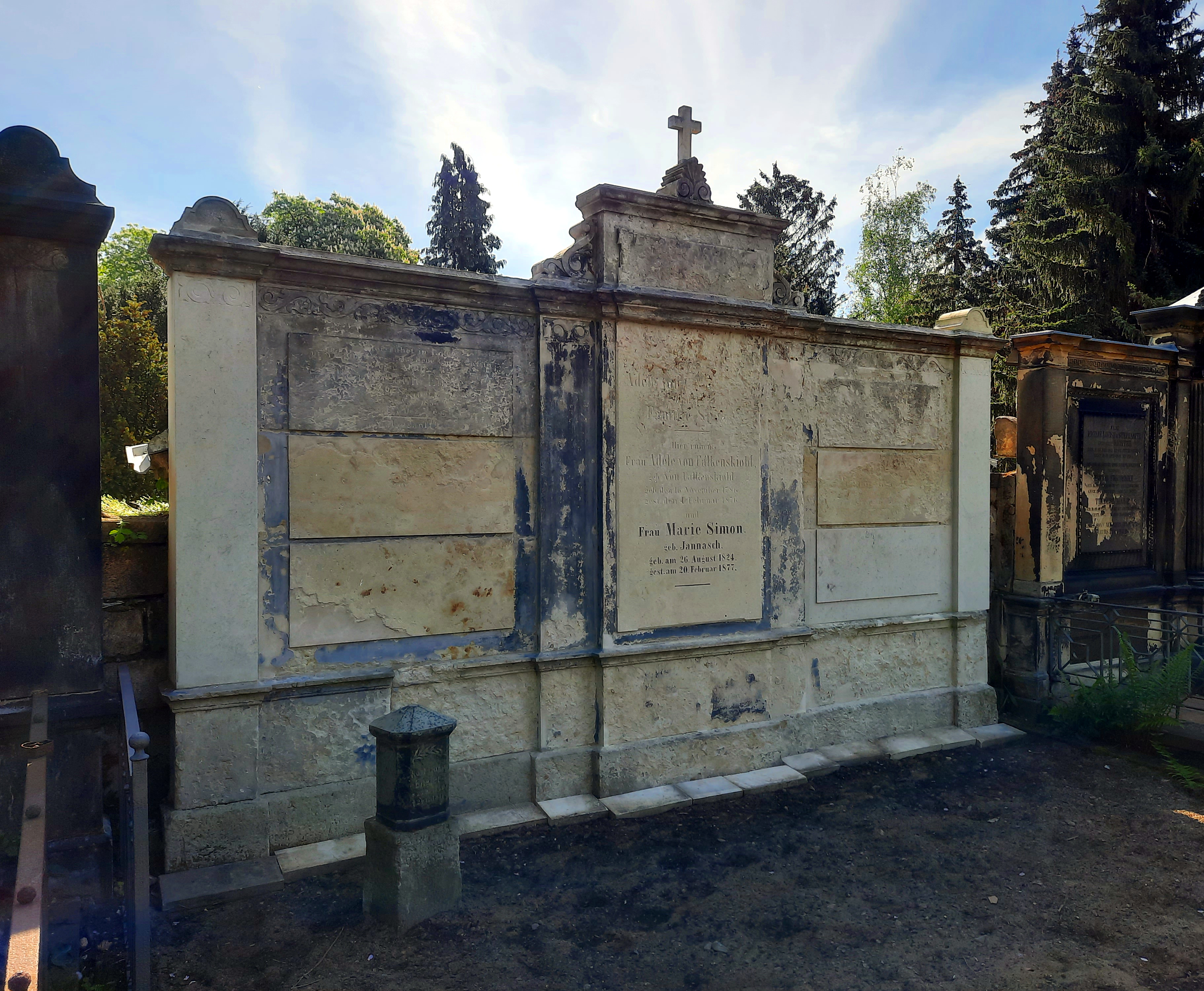
Grabstelle von Marie Simon auf dem Dresdner Trinitatisfriedhof (2023)

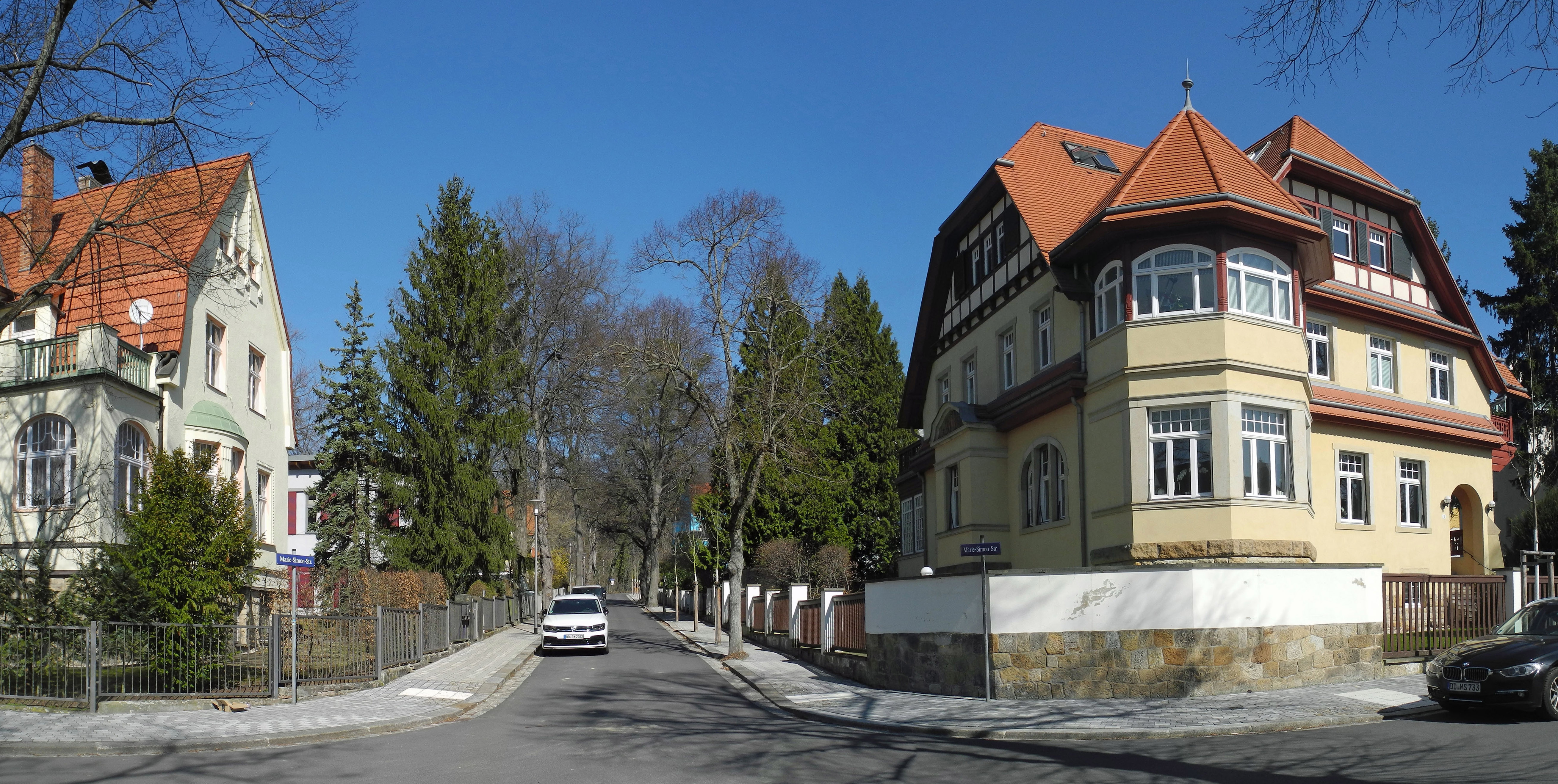
Marie-Simon-Straße in Dresden-Loschwitz

Marie Simon, geborene Jannasch (Janašec), war ein uneheliches Kind der Tochter Anna des Schankwirts Johann Jannasch in Doberschau bei Bautzen in der Oberlausitz. Sie besuchte die Volksschule in Gnaschwitz, wo sie Deutsch lernte. Nur elfjährig verwaiste sie und verbrachte Teile ihrer Jugend auf benachbartem österreichischen Gebiet. In dieser Zeit bereiste sie Italien und Frankreich. Mit etwa 28 Jahren ging sie nach Dresden. Hier heiratete sie 1853 in zweiter Ehe den Weißwarenhändler Friedrich Anton Simon aus Schneeberg. Zusammen betrieb das Ehepaar ein Wäschegeschäft am Dresdner Altmarkt.
1863 hatte der Schweizer Geschäftsmann Henry Dunant dem sächsischen Kronprinzen Albert die Idee zum Aufbau der Hilfsorganisation Rotes Kreuz in Sachsen vorgetragen. 1867 wurde der Albert-Verein des Roten Kreuzes gegründet. Dessen Vorsitzende wurde die Frau des späteren Königs Albert, die spätere Königin Carola. Diesem Verein trat Marie Simon bei. Die Frauen des Vereins, die Kranke und Verwundete pflegten, nannten sich Albertinerinnen, später auch Rote-Kreuz-Schwestern. Henri Dunant lobte sie als «das beste Vorbild der werktätigen Barmherzigkeit».
Ihre pflegerischen Kenntnisse hatte sich Marie Simon in ihrer Jugend autodidaktisch sowie durch Hospitationen im Diakonissenkrankenhaus Dresden und in der Universitätsklinik Leipzig angeeignet. Die erste Bewährungsprobe war die Schlacht bei Königgrätz im Deutschen Krieg 1866. Marie Simon war die erste Krankenpflegerin, die mit einer Rot-Kreuz-Armbinde auf dem Schlachtfeld war. Neben der Organisation des Einsatzes von Pflegekräften sorgte Simon in dieser Schlacht für den Nachschub von Nahrungsmitteln.
Nach dem Krieg berief die Kronprinzessin Carola Marie Simon in das Direktorium des Albert-Vereins und übertrug ihr die Aufsicht über die Krankenpflegerinnen und die Leitung der Armenkrankenpflege. Auch im Deutsch-Französischen Krieg von 1870/71 war sie im Einsatz. Die französische Presse betitulierte Marie Simon aufgrund ihres Engagements als „la Nightingale allemande“.
1872 war Marie Simon, gemeinsam mit der englischen Pädagogin und Sozialreformerin Mary Carpenter sowie weiteren internationalen Vertreterinnen, von Großherzogin Alice und der Frauenrechtlerin und Schriftstellerin Luise Büchner zu einem Frauenvereinstag in Darmstadt geladen. Dieser Frauenvereinstag diente dem internationalen Austausch und war der Frage gewidmet, wie Wege zur Erweiterung der Frauenerwerbszweige erschlossen und eine Vertiefung der praktischen Frauenerziehung erreicht werden könnten. Luise Büchner beschäftigte sich seit dem Krieg von 1870/71, wie Simon auch, mit der Frage der Organisation von Frauen für die Lazarettpflege.
Nach Kriegsende widmete sich Marie Simon insbesondere der Ausbildung von Pflegekräften. Sie förderte neben der kirchengebundenen Pflege die so genannte freiwillige sowie auch berufliche Krankenpflege. Unterstützt vom Albert-Verein baute sie in Dresden eine systematische Ausbildung auf und setzte pflegerische Standards. Dazu nutzte sie die von ihr mitbegründete Heilstätte in Loschwitz sowie die für diese Zwecke in Dresden-Neustadt eingerichtete Poliklinik. Die letzten sechs Monate der dreijährigen Ausbildung verbrachten die Lernenden in der Universitätsklinik in Leipzig. Es ist das Verdienst von Marie Simon, dass die Krankenpflege als Beruf anerkannt wurde. Sie schrieb 1876 das erste deutschsprachige Krankenpflegelehrbuch. Davor gab es nur das aus dem englischen übersetzte (von Florence Nightingale) oder von Ärzten verfasste Lehrbücher für die Pflegeausbildung. Bereits ein Jahr nach dem Erscheinen des Lehrbuchs von Marie Simon verwies 1877 die österreichische Schriftstellerin und Pflegerin, Henriette Auegg, in ihrem Werk zur Krankenpflege als Unterrichtsgegenstand empfehlend auf Simons Lehrbuch.
Marie Simon starb in der Loschwitzer Heilstätte im Alter von 52 Jahren an einem Schlaganfall und wurde auf dem Trinitatisfriedhof auf der Grabstelle der Familie Falkeskiold beerdigt. Hier wird die inzwischen baufällige Grabstelle, finanziell unterstützt unter anderem durch das Stadtbezirksamt Dresden Altstadt, den DRK-Kreisverband Dresden und dem DRK-Landesverband Sachsen, seit 2021 saniert.

### Marie-Simon-Gedenkjahr 2024
Das Jahr 2024 – der zweihundertste Geburtstag der Krankenpflegerin – wurde zum „Marie-Simon-Jahr“ erklärt. In dem Zusammenhang gab es in verschiedenen Orten Sachsens Veranstaltungen. Gleichzeitig wurden ihre Briefe und Tagebuchaufzeichnungen von 1879/71 in der Rotkreuz Edition von Thomas Klemp neu aufgelegt. Es erschien eine umfassende Biographie von dem Dresdner Schriftsteller Jürgen Helfricht. Im Zentrum von Doberschau, dem Geburtsort von Marie Simon entstand ein Marie-Simon-Platz mit Denkmal. Im Mai erfolgte die Eröffnung der Jahresausstellung im Sächsischen Rot-Kreuz-Museum Beierfeld „Kriegsschwestern – Frauen im Krieg“, in der Marie Simon die Hauptfigur darstellte. Im November 2024 fand zudem in Dresden eine Tagung „Krankenhauspflege in Kriegs- und Friedenszeiten aus historischer Perspektive“ statt, auf der etliche Vorträge Marie Simon im Kontext ihrer Zeit und der Organisation des Deutschen Roten Kreuzes beleuchteten. Auch wurde ihr Krankenpflegelehrbuch mit demjenigen von Florence Nightingale verglichen.

#### Marie Simon Forscher André Uebe
Die Eröffnung des Marie-Simon-Gedenkjahres in Sachsen begann im März 2024 mit der Preisverleihung des Castiglione Preises an André Uebe, den Leiter des Sächsischen Rotkreuz-Museums in Beierfeld. Uebe wurde für seine Forschungen zu Marie Simon geehrt. Anlässlich des besonderen Jahres wurde die Jahrestagung der Arbeitsgemeinschaft der Deutschen Rot-Kreuz-Museen in Beierfeld durchgeführt. Der Spurensuche Marie Simon war hier ein Nachmittag gewidmet.

## Ehrungen

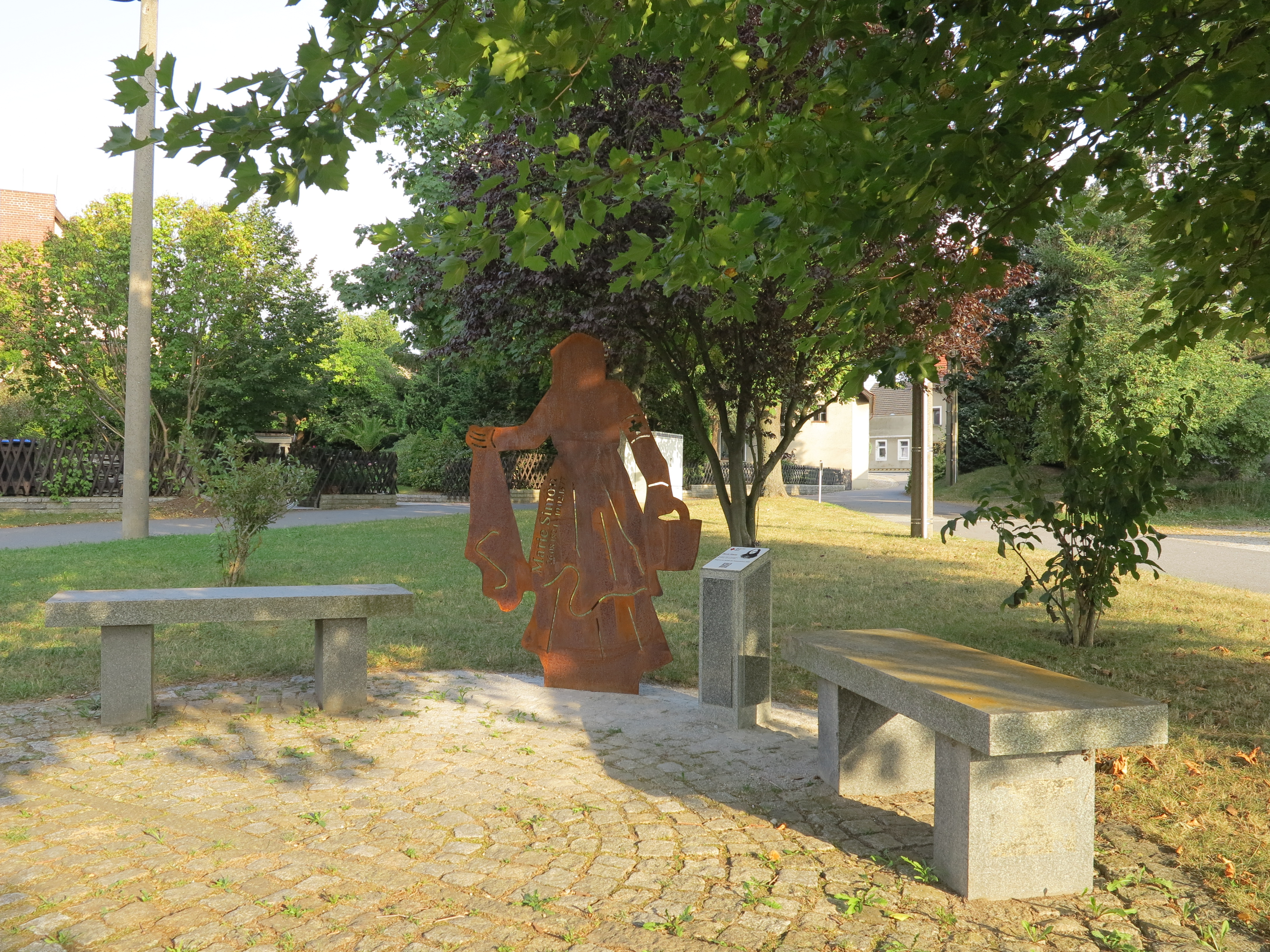
Denkmal für Marie Simon auf dem Dorfplatz in Doberschau, Sept. 2024

- Zu Ehren von Marie Simon bedachte Königin Carola den Albert-Verein in ihrem Testament mit 20.000 Mark zur Unterstützung mittelloser Patienten[7]
- Große Goldene Medaille des Kongresses der Genfer Konvention in Paris (1867)
- Goldenes Verdienstkreuz mit der Krone Österreich (1870)
- König Johann verlieh Marie Simon den Sidonien-Orden (1871)
- französische Militärmedaille [Médaille Militaire] (1870)
- preußische Verdienstkreuz für Frauen und Jungfrauen (1871)
- Medaille der Gesellschaft zur Hilfe Militär-Angehöriger [Médaille de la Société au  secours des Blessés Militaires] (1871),
- württembergische Olga-Orden (1871),
- In Dresden-Loschwitz wurde eine Straße nach ihr benannt.
- 2003 wurde in Dresden ein Verein für die Förderung der Medizin- und Pflegepädagogik gegründet, der sich den Namen Marie-Simon-Forum gab.

## Würdigung
- Marie-Simon-Pflegepreis seit 2014[20]

## Schriften
- Meine Erfahrungen auf dem Gebiete der freiwilligen Krankenpflege im Deutsch-Französischen Kriege 1870 – 71.  Briefe und Tagebuchblätter, F. A. Brockhaus, Leipzig 1872
- Die Krankenpflege, theoretische und praktische Anweisungen. J. J. Weber, Leipzig 1876